# (58) Конкордия
(58) Конкордия (лат. Concordia) — астероид главного пояса, принадлежащий к тёмному спектральному классу C. Он был открыт 24 марта 1860 года немецким астрономом Робертом Лютером в Дюссельдорфской обсерватории и назван в честь римской богини согласия и покровительницы супружеского мира Конкордии (её греческий аналог — Гармония).

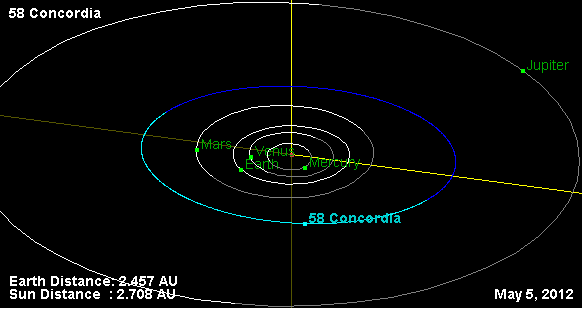
Орбита астероида Конкордия и его положение в Солнечной системе

Это название отражает момент примирения между воевавшими странами Европы (зафиксированный в Туринском договоре 1860 года).